# پای توف جلیل
پای طوف جلیل، روستایی از توابع بخش رستم شهرستان ممسنی در استان فارس ایران است و باغات ایل جلیل در این منطقه است.

## جمعیت
این روستا در دهستان پشتکوه رستم قرار دارد و براساس سرشماری مرکز آمار ایران در سال ۱۳۸۵، جمعیت آن زیر سه خانوار بوده‌است.